# Дую
Дую (кит.: 督郵; піньїнь: dūyóu)— чиновницька посада в Китаї часів династії Хань, на кшталт інспектора чи ревізора. Здійснював перевірки чиновництва в декількох провінційних повітах.

## В літературі
На початку класичного китайського роману Трицарство, герой роману Чжан Фей змушений переховуватись за те що побив корумпованого дую палицями. 
Розповіді про дую присутні в хроніках Саньґочжи.